# 바르톨트 게오르크 니부어

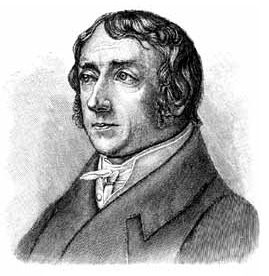

바르톨트 게오르크 니부어(Barthold Georg Niebuhr, 1776년 8월 27일 – 1831년 1월 2일)는 덴마크-독일 정치가, 은행가, 역사가로 독일의 고대 로마 역사가이자 현대 학술 역사학의 창시자가 되었다. 1810년에 니부어는 로마 경제와 정부에 대한 분석을 통해 베를린 대학교 학생들에게 독일 애국심을 고취시켰다. 니부어는 낭만주의 시대의 지도자이자 예나 패전 이후 등장한 독일 민족정신의 상징이었다. 그러나 그는 또한 그의 지적 전제, 문헌학적 분석의 사용, 역사의 일반 현상과 특수 현상 모두에 대한 강조에서 계몽주의 시대 고전적 정신에 깊이 뿌리내리고 있었다.
니부어는 코펜하겐에서 지리학자 카르스텐 니부어의 아들로 태어났다. 그의 아버지는 조기 교육을 제공했다. 1794년까지 조숙한 젊은 니부어는 이미 여러 언어를 읽을 수 있는 뛰어난 고전 학자가 되었다. 그해에 그는 킬 대학교 입학하여 법과 철학을 공부했다. 그곳에서 그는 자신보다 6살 위인 한 교수의 과부 며느리인 마담 헨슬러와 중요한 우정을 쌓았다. 1796년에 그는 킬을 떠나 덴마크 재무장관 쉼멜만 백작의 개인 비서가 되었지만 1798년에 이 임명을 포기하고 영국을 여행하며 에든버러에서 1년 동안 농업과 물리학을 공부했다. 영국 체류에 대해 그는 "영국에서의 초기 거주는 나에게 로마 역사에 대한 하나의 중요한 열쇠를 주었다. 고대와 같은 상태를 이해하려면 개인적 관찰을 통해 시민 생활을 알아야 한다. 나는 영국을 관찰하지 않고는 로마 역사의 많은 것을 이해할 수 없었을 것이다."라고 하였다. 1799년에 그는 덴마크로 돌아와서 공무원이 되었다.
1806년 9월, 그는 프로이센에서의 일을 위해 덴마크 포스트를 그만 두었다. 그는 은행 업무에서 많은 사업 능력을 보여 주었고, 이는 그가 영국과 스코틀랜드에서의 삶에 기인한다고 생각했다.그는 정부와 함께 쾨니히스베르크로 가서 그곳에서 위원회에서 상당한 일을 했으며, 그 후에는 국채 위원으로서 그리고 그릇된 조세 계획에 반대하였다. 그는 또한 잠시 동안 네덜란드 에서 프로이센 장관을 지냈는데 그곳에서 대출 자금을 마련하기 위해 노력했지만 성공하지 못했다. 그러나 그의 기질의 극도로 예민한 성격은 그를 정치에 대한 자격을 박탈했다. 그는 하르덴베르크 및 다른 장관들과의 관계에서 실행 불가능함을 증명했고, 1810년에 왕립 역사학자이자 베를린 대학교 교수라는 더 마음에 드는 임명을 수락하면서 한동안 공직에서 은퇴했다.
그는 그의 위대한 작품 《로마사》(Römische Geschichte)의 기초가 된 로마의 역사에 대한 과정으로 강의를 시작했다. 그의 강의를 바탕으로 한 두 권의 초판은 1811~1812년에 출판되었지만 당시에는 정치적 사건에 대한 관심 때문에 거의 주목을 받지 못했다. 1813년에 니버 자신의 관심은 나폴레옹에 대항한 독일 국민의 봉기로 인해 역사에서 돌아섰다. 그는 란트베어에 입대했고 정규군에 입대하기 위해 비효율적으로 노력했다. 그는 잠시 동안 애국적인 저널을 편집했고, 연합군 주권 본부에 합류했으며, 바우첸 전투를 목격했고, 이후 몇 가지 사소한 협상에 고용되었다. 1815년에 그는 아버지와 아내를 모두 잃었다.
1823년에 그는 본에서 자리를 잡았으며, 국가 평의원으로 베를린을 방문하는 것을 제외하고 남은 여생을 그곳에서 보냈다. 그는 여기에서 그의 《로마사》의 처음 두 권을 다시 쓰고 재출판(1827–1828)했으며 세 번째 책을 구성하여 이야기를 1차 포에니 전쟁이 끝날 때까지 가져왔다. 그의 죽음(1832년) 이후 요하네스 클라센이 편집했다. 그는 또한 아우구스트 베커의 비잔틴 역사가 판본(Corpus Scriptorum Historiae Byzantinae)을 도왔고 고대사, 민족지학, 지리학 및 프랑스 혁명에 대한 강의를 진행했다.